# Herb Kosowa
Herb Republiki Kosowa, po części uznawanej i nieuznawanej międzynarodowo, został formalnie zaprezentowany 17 lutego 2008 w związku z jednostronnym ogłoszeniem niepodległości. Nowy herb ma ten sam wzór co nowa, uchwalona w tym samym dniu, flaga Kosowa, z tym, że jest on umieszczony na zaokrąglonej, trójkątnej tarczy. Herb Kosowa został zaprojektowany przez Muhamera Ibrahimiego